# San Pietro in Aprica
San Pietro in Aprica è una frazione del comune di Corteno Golgi, in alta Val Camonica, provincia di Brescia. 
Piccola frazione, è quasi un tutt'uno con la località della provincia di Sondrio, Aprica.

## Geografia fisica
San Pietro è l'ultima roccaforte del comune di Corteno Golgi prima del passo dell'Aprica in Valtellina. Si colloca dopo la frazione di Sant'Antonio.